# Alice Dwyer

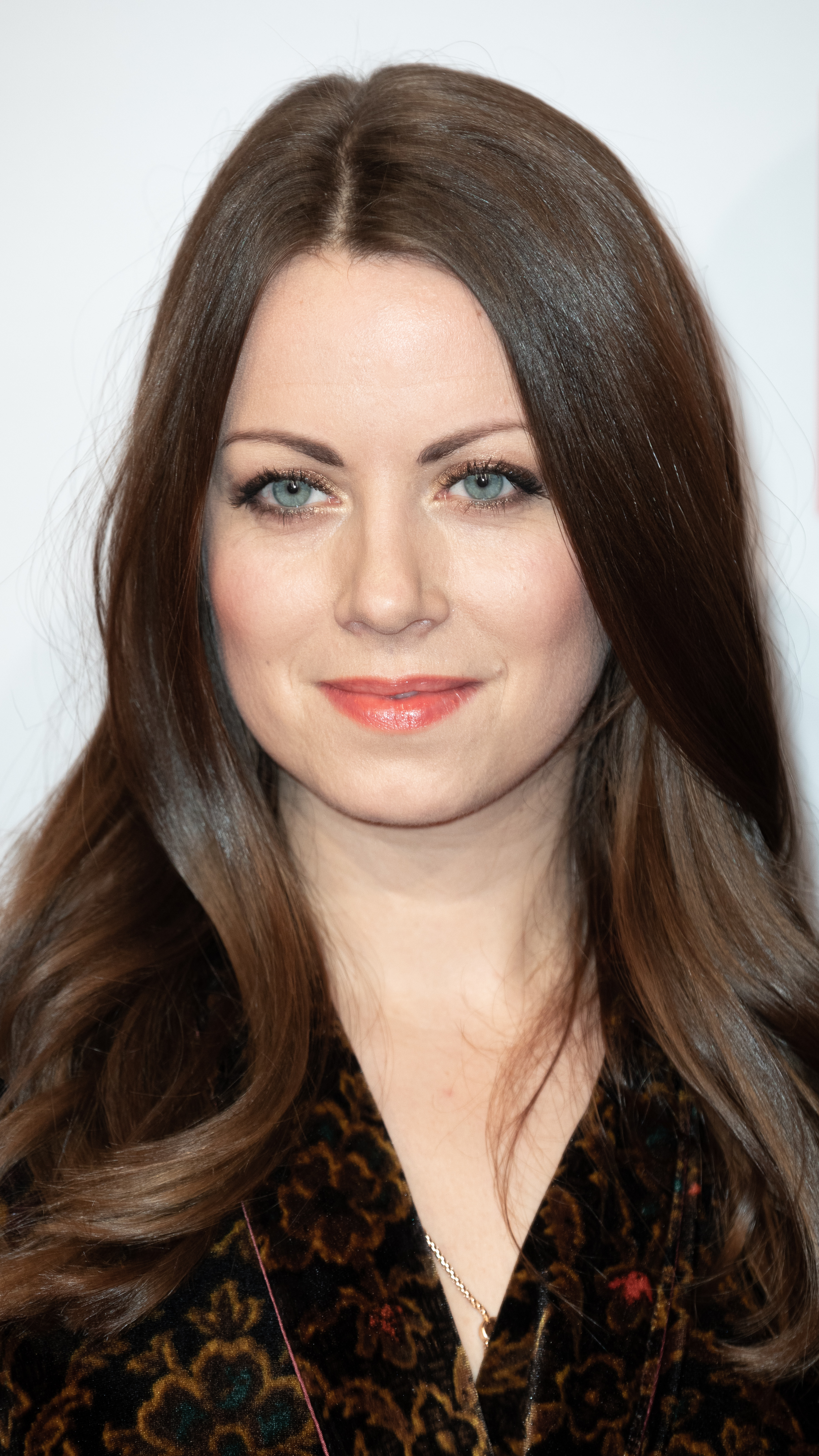
Alice Dwyer, 2019

Alice Dwyer (* 8. Juni 1988 in West-Berlin als Alice Deekeling) ist eine deutsche Schauspielerin. Ihren Durchbruch hatte sie 2002 als Lilli in Philipp Stölzls Baby. Seitdem trat sie in über 75 Film- und Fernsehproduktionen vor die Kamera.

## Leben und Wirken
Alice Deekeling, Tochter der neuseeländischen Malerin Angela Dwyer, bewarb sich im Alter von neun Jahren – zunächst gegen den Willen ihrer Mutter – bei einer Schauspielagentur. Zwei Jahre später debütierte sie in Anna Wunder in der Titelrolle. Mit 13 nahm sie den Geburtsnamen ihrer Mutter als Künstlernamen an. 2002 spielte sie in Baby eine 15-Jährige, die den Freund ihres Vaters verführt. Um sich nicht in die Lolita-Rolle zwängen zu lassen, lehnte sie anschließend ähnliche Angebote ab. 2003 übernahm sie die Rolle der jungen Zigarettenschmugglerin Katharina in Hans-Christian Schmids Lichter, der 2003 den Deutschen Filmpreis in Silber erhielt und war in Uwe Jansons Kriminalfilm Jagd auf den Flammenmann in einer Nebenrolle zu sehen. Am 25. Oktober 2004 spielte sie in dem ZDF-Fernsehfilm Feuer in der Nacht mit, der komplett live gespielt und gesendet wurde. 2006 spielte sie im portugiesischen Drama Body Rice an der Seite von Sylta Fee Wegmann, die hier ihr Kinodebüt gab.
Seit 2006 gastiert Dwyer in Episoden der ARD-Krimireihe Tatort. 2008 spielte sie unter der Regie von Christiane Balthasar in dem ZDF-Krimi Kommissarin Lucas – Der schwarze Mann in einer Episodenhauptrolle die Kinderbetreuerin Katja Barthels-Müller, die sich mit dem Thema Pädophilie auseinandersetzen muss. Ebenfalls 2008 gewann sie den Preis als „beste Nachwuchsdarstellerin“ beim Filmfestival Max Ophüls Preis in Saarbrücken für ihre Rollen in den im Jahr 2007 veröffentlichten Filmen Die Tränen meiner Mutter und Höhere Gewalt.
2010 spielte sie in dem Liebesfilm Wie Matrosen neben André Szymanski als Eve Reinhardt in der Hauptrolle. 2011 war sie am Theater in der Inszenierung Kristus – Monster of Münster von Mirko Borscht zu sehen und verkörperte in dem Holocaust-Filmdrama Die verlorene Zeit die in New York lebende deutsche Jüdin Hannah Silberstein, die einst vor den Nationalsozialisten aus Europa floh. 2014 war sie in Michael Verhoevens Fernsehfilm Let’s go! in der Hauptrolle der 21-jährigen Laura Stöger zu sehen. Von 2015 bis 2017 gehörte sie als Staatsanwältin Frieda Borck zum Hauptcast der ARD-Krimireihe Zorn. Ab 2018 bis 2021 verkörperte Dwyer an der Seite von Johann von Bülow in der ZDF-Krimireihe Herr und Frau Bulle die Rolle der Kriminalhauptkommissarin Yvonne Wills. 2021 spielte sie neben Philip Froissant die Hauptrolle in dem Netflix-Thriller Schwarze Insel.

## Privates
Alice Dwyer lebt in Berlin und ist seit 2018 mit dem Schauspieler Sabin Tambrea verheiratet. Sie wurden 2024 Eltern eines gemeinsamen Kindes. Dwyers jüngerer Bruder Jordan Dwyer (* 1996) ist ebenfalls Schauspieler.

## Filmografie (Auswahl)

### Kino
- 1999: Anna Wunder
- 2001: Heidi
- 2002: Baby
- 2002: Lichter
- 2003: Erbsen auf halb 6
- 2005: Das Lächeln der Tiefseefische
- 2005: Kombat Sechzehn
- 2005: Phantome
- 2005: Was ich von ihr weiß
- 2005: Im Schwitzkasten
- 2006: Body Rice
- 2005: The sky that holds us
- 2007: Freischwimmer
- 2007: Höhere Gewalt
- 2007: Die Tränen meiner Mutter
- 2008: Torpedo
- 2009: Was Du nicht siehst
- 2010: Ein ruhiges Leben – Die Mafia vergisst nicht (Una vita tranquilla)
- 2011: Die verlorene Zeit
- 2012: Ins Blaue
- 2012: 3 Zimmer/Küche/Bad
- 2013: Heute bin ich blond
- 2015: Ma Folie
- 2015: Winnetous Sohn
- 2017: Die Unsichtbaren – Wir wollen leben
- 2018: Am Ende ist man tot

### Fernsehen
- 2001: Nur mein Sohn war Zeuge
- 2003: Jagd auf den Flammenmann
- 2003: Geschlecht weiblich
- 2004: Feuer in der Nacht
- 2006: Stolberg – Du bist nicht allein
- 2006: Tatort: Gebrochene Herzen
- 2006: Grenzgänger – Teneriffa
- 2007: Tatort: Ruhe sanft!
- 2007: Meine böse Freundin
- 2007: Krimi.de – Bunte Bonbons (Team Leipzig)
- 2007: Giganten – Freud – Aufbruch in die Seele
- 2007: Teufelsbraten
- 2008: Lutter – Blutsbande
- 2008: Das Schuhwerk von Soldaten (Kurzfilm)
- 2008: Tatort: Auf der Sonnenseite
- 2008: Kommissarin Lucas – Der schwarze Mann
- 2009: Der Dicke – Spiel mit dem Feuer
- 2009: Bloch – Tod eines Freundes
- 2009: Stolberg – Requiem
- 2010: Wie Matrosen
- 2010: Der Kriminalist – Der Schatten
- 2010: Die Zeit der Kraniche
- 2010: Die Kinder von Blankenese
- 2011: Der Alte – Der Tod und das Mädchen
- 2011: Marie Brand und der Moment des Todes
- 2011: Ein Fall für zwei – Koala im Schnee
- 2012: Herbstkind
- 2013: Im Alleingang – Elemente des Zweifels
- 2013: Polizeiruf 110 – Zwischen den Welten
- 2013: Letzte Spur Berlin – Lebensbund
- 2014: Let’s go!
- 2014: Glückskind
- 2015–2017: Zorn (Fernsehreihe)
- 2015: Löwenzahn – Das blaue Juwel (Serie, Staffel 35/Folge 7)
- 2015: Starfighter – Sie wollten den Himmel erobern
- 2015: Tatort: Dicker als Wasser
- 2015: Donna Leon – Tierische Profite (Fernsehserie)
- 2016: Für eine Nacht… und immer?
- 2016: Mordkommission Istanbul – Im Zeichen des Taurus (Zweiteiler)
- 2016: Strawberry Bubblegums
- 2017: Kommissar Marthaler – Die Sterntaler-Verschwörung
- 2017: Honigfrauen – Urlaub im Paradies (Fernsehdreiteiler)
- 2017: Lockdown: Tödliches Erwachen
- 2018: Tatort: Déjà-vu
- 2018–2021: Herr und Frau Bulle (Fernsehreihe)
  - Tod im Kiez (2018)
  - Totentanz (2019)
  - Abfall (2020)
  - Alles auf Tod (2021)
- 2018: Die Chefin – Schneeball
- 2018: Der Amsterdam-Krimi – Tod in der Prinzengracht
- 2018: Der Amsterdam-Krimi – Auferstanden von den Toten
- 2019: 8 Tage (Fernsehserie)
- 2020: Der Liebhaber meiner Frau
- 2021: Schwarze Insel
- 2022–2023: Wendehammer (Fernsehserie, 7 Episoden)
- 2022: Kranitz – Bei Trennung Geld zurück (Fernsehserie, 1 Folge)
- 2023: Deutsches Haus (Fernsehsechsteiler)
- 2024: Solo für Weiss – Tödliche Wahl (Fernsehserie)
- 2025: Wilsberg: Mit allen Wassern gewaschen (Fernsehreihe)

## Theater
- 2011: Kristus – Monster of Münster (Regie: Mirko Borscht)

## Hörspiele
- 2014: Christian Wittmann/Georg Zeitblom: Die Existenz der Haut – Regie: Christian Wittmann/Georg Zeitblom (Hörspiel – DKultur)
- 2017: Bodo Traber:  Paradies Revisited – Regie: Bodo Traber (Hörspiel – WDR)
- 2018: Volker Kutscher: Der nasse Fisch – Regie: Benjamin Quabeck (Hörspiel – Radio Bremen, WDR, rbb)[5]
- 2020: Volker Kutscher: Der stumme Tod – Regie: Benjamin Quabeck (Hörspiel – Radio Bremen, WDR, rbb)

## Auszeichnungen
- 2008: Filmfestival Max Ophüls Preis als „beste Nachwuchsdarstellerin“ für ihre Rollen in Die Tränen meiner Mutter und Höhere Gewalt